# Graphania tetrachroa
Graphania tetrachroa là một loài bướm đêm trong họ Noctuidae.